# بابتيست بلانكايرت
بابتيست بلانكايرت مواليد 28 سبتمبر 1988 في كورتريك، هو دراج بلجيكي في صنف سباق الدراجات على الطريق.

## سباقات أو مراحل فاز بها
| التاريخ        | السباق                             | المركز                                         |
| -------------- | ---------------------------------- | ---------------------------------------------- |
| 14 مارس 2010   | 2010 Omloop van het Waasland       |                                                |
| 26 سبتمبر 2010 | طواف فونديه 2010                   | الخامس في التصنيف العام                        |
| 01 يناير 2011  | جي بي مارسيل كينت 2011             | الفائز في التصنيف العام                        |
| 14 مايو 2011   | 2011 Trofee Maarten Wynants        |                                                |
| 01 يناير 2012  | جائزة جان بيير مونسيري الكبرى 2012 |                                                |
| 01 يناير 2013  | جائزة جان بيير مونسيري الكبرى 2013 |                                                |
| 01 يناير 2013  | جي بي مارسيل كينت 2013             |                                                |
| 23 فبراير 2013 | طواف نيوشبلاد 2013                 | المرتبة 15 في التصنيف العام                    |
| 29 يوليو 2013  | 2013 Grote Prijs Raf Jonckheere    | الفائز في التصنيف العام                        |
| 01 سبتمبر 2013 | شال سيلس مركسم 2013                |                                                |
| 20 سبتمبر 2013 | كامبيونشاب فان فلانديرن 2013       |                                                |
| 09 أكتوبر 2013 | 2013 KAJ-KWB Prijs                 | الفائز في التصنيف العام                        |
| 21 أغسطس 2014  | 2014 Grote Prijs Lucien Van Impe   |                                                |
| 01 يناير 2015  | جي بي مارسيل كينت 2015             | الفائز في التصنيف العام                        |
| 01 يناير 2015  | 2015 Kattekoers                    | الفائز في التصنيف العام                        |
| 22 مارس 2015   | شوليه باي دي لوار 2015             |                                                |
| 21 أغسطس 2015  | طواف ليموزين 2015                  |                                                |
| 01 يناير 2016  | طواف أوروبا للدراجات 2016          | الفائز في التصنيف العام                        |
| 20 مارس 2016   | شوليه باي دي لوار 2016             |                                                |
| 27 مارس 2016   | تور دو نورماندي 2016               | الفائز في التصنيف العام                        |
| 16 أبريل 2016  | طواف فينيستير 2016                 | الفائز في التصنيف العام                        |
| 29 مايو 2016   | طواف بلجيكا 2016                   | الأول في تصنيف النقاط، الخامس في التصنيف العام |
| 27 يوليو 2016  | طواف فالوني 2016                   |                                                |
| 31 يوليو 2016  | بولينورماند 2016                   | الفائز في التصنيف العام                        |
| 30 مايو 2019   | سيركيت دي والونيا 2019             |                                                |
| 02 يونيو 2019  | روند أم كولن 2019                  | الفائز في التصنيف العام                        |
| 18 أغسطس 2019  | طواف إينكو 2019                    | الفائز في تصنيف القتال                         |
| 06 أكتوبر 2019 | 2019 Famenne Ardenne Classic       |                                                |
| 11 أكتوبر 2019 | 2019 Zwevezele Koers               |                                                |
| 13 سبتمبر 2020 | 2020 Antwerp Port Epic             |                                                |
| 19 سبتمبر 2020 | طواف لوكسمبورغ 2020                | الأول في تصنيف الجبال                          |

## روابط خارجية
- بابتيست بلانكايرت على موقع الاتحاد الدولي للدراجات (الإنجليزية)
- بابتيست بلانكايرت على موقع أرشيف الدراجات (الإنجليزية)
- بابتيست بلانكايرت على موقع إحصائيات الدراجات الإحترافية (الإنجليزية)
- بابتيست بلانكايرت على موقع نسبة الدراجات (الإنجليزية)
- بابتيست بلانكايرت على موقع CycleBase (الإنجليزية)